# Lennart Bredberg
Ernst Lennart Bredberg, född den 18 maj 1919 i Oscars församling i Stockholm, död den 10 februari 2009 i Enköpings församling i Uppsala län, var en svensk militär.
Bredberg avlade studentexamen i Stockholm 1937, blev officer vid Wendes artilleriregemente 1940 och befordrades till löjtnant 1942. Han tjänstgjorde 1946–1947 vid staben i Södra militärområdet och studerade 1947–1949 vid Krigshögskolan, befordrad till kapten 1948. Därefter tjänstgjorde han 1949–1950 vid Svea artilleriregemente, 1950–1956 vid Arméstaben och 1956–1957 vid Svea ingenjörkår. Åren 1957–1959 tjänstgjorde han åter vid Svea artilleriregemente och befordrades till major 1958. Åren 1959–1964 var han åter verksam vid Arméstaben (med uppehåll för studier vid Försvarshögskolan 1961) och under denna tid ansvarade han för tidskrifterna Arménytt och Vår armé. Åren 1964–1967 tjänstgjorde han återigen vid Svea artilleriregemente varpå han 1967 befordrades han till överste och 1967–1975 var befälhavare för Linköpings försvarsområde. Han befordrades 1975 till överste av första graden och var 1975–1979 chef för Livgrenadjärregementet, tillika befälhavare för Östergötlands försvarsområde.
Efter sin pensionering 1979 arbetade han 1980–1981 med att utreda frågan om förutsättningarna för sammanslagningar eller nedläggning av arméns fredsförband. Han deltog också flitigt i försvarsdebatten, bland annat i Norrköpings Tidningar.
Bredberg invaldes 1968 som ledamot av Kungliga Krigsvetenskapsakademien.
I en nekrolog berättas om honom: ”Lennart Bredberg var mån om att soldaterna skulle hålla sig i god fysisk form och själv föregick han med gott exempel; vid sin pensionering demonstrerade han det genom att gå på händerna inför den närvarande östgötapressen.”

## Utmärkelser
- Kommendör av första klass av Svärdsorden, 3 december 1974.[4]